# Замок Мацумае
За́мок Мацумае (яп. 松前城) — розташований в містечку Мацумае на острові Хоккайдо, Японія. Він був володінням (ханом) роду Мацумае.

## Історія
Перша, побудована в 1606 році самураєм Мацумае Йосіхіро, будівля Фукуяма таті згоріла 1637 року, але була відновлена 1639. Сучасні оборонні споруди з'явились в 1854 році. У 1868 році замок упав під натиском Сінсенґумі, військових сил, підконтрольних клану Токугава. У 1875 році адміністративний будинок, три вежі та артилерійські позиції були знесені. У 1941 році замок оголошений національним надбанням. Головні ворота і донджон згоріли в 1949 році. У 1960 році одна вежа була відновлена.

## Опис
За́мок входить в розряд рівнинних. Він знаходився на кордоні сьоґунату Токугава і служив для захисту від народу айну і російських нападників. Ворота Хоммару Гомон — єдині незаймані і непередвинуті споруди періоду Едо.